# Ball change (dança)
A ball change (literalmente traduzido a troca da bola do pé) é um movimento de dança que consiste em duas etapas: uma transferência parcial de peso na planta de um pé (colocada, por exemplo, atrás), seguida de um passo no outro pé.

## Trocaball change
O Kick ball change é um movimento de dança que consiste em um chute seguido pela troca de bola. Normalmente ele usa uma contagem de tempo dividido: 1E2 ou 1A2 e tem uma sensação sincopada, ou seja, o acento do movimento está no "dois".
O movimento consiste em três ações distintas, e pode ser iniciado com qualquer pé.
- "Um": Um chute ou toque com o pé esquerdo. Após o chute, o pé balança naturalmente para trás.
- "E": empurre levemente o chão com a bola do pé esquerdo para trás ou com o pé direito (transferência parcial de peso).
- "Dois": Pise com o pé direito.

## Troca heel ball
A mudança do calcanhar é um movimento de dança popular nas danças de linha. Na contagem "1" o calcanhar toca o chão para a frente. Na contagem "&2" a troca de bola é feita começando com o mesmo pé. Todo o movimento é feito no local.

## Ligações externos
- Jive lesson: Kick ball change no YouTube
- Heel ball change no YouTube